# Барсаент
Барсаент (др.-греч. Βαρσαέντης; IV век до н. э.) — персидский сатрап Арахозии и Дрангианы.
Первое упоминание Барсаента в античных источниках связано с его участием во главе арахотов и «горных индов» в битве при Гавгамелах 331 года до н. э. против войска Александра Македонского. После поражения Барсаент присоединился к заговору Бесса и Набарзана по свержению Дария III. Арриан и Квинт Курций Руф называли его непосредственным убийцей персидского царя. Впоследствии, при приближении македонского войска к его сатрапиям, Барсаент бежал в Индию, однако затем был выдан македонянам и казнён.
В историографии существует несколько противоположных версий о мотивах Барсаента при присоединении к заговору по свержению Дария III.

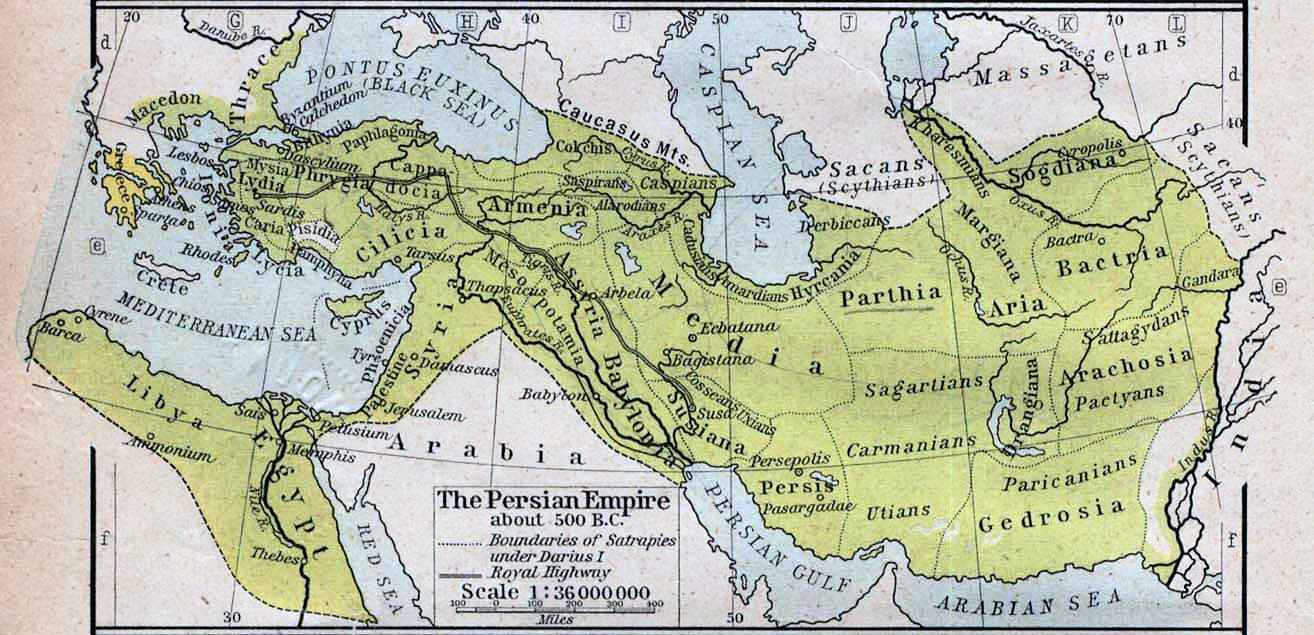
Карта деления империи Ахеменидов на сатрапии. Арахозия и Дрангиана расположены на крайнем востоке империи, на границе с Индией

## Биография
Барсаент принадлежал к персидской знати. При Дарии III он занимал пост сатрапа Арахозии и Дрангианы. Впервые в античных источниках Барсаент упомянут в контексте битвы при Гавгамелах 331 года до н. э. Арриан писал, что он привёл в персидское войско «арахотов и так называемых горных индов». Если принадлежность арахотов к Арахозии не вызывает сомнения, то относительно «горных индов» существует несколько версий. Г. А. Кошеленко и В. А. Гаибов отождествляли «горных индов» с дрангами. В. Хеккель, напротив, считал, что «горные инды» относились к владениям соседней с Арахозией индийской области, которой правил местный царёк Самакс.
Во время сражения с войском Александра Македонского Барсаент с арахотами находился на левом фланге под командованием Бесса. После поражения Барсаент присоединился к заговору Бесса и Набарзана по свержению Дария III. Ночью они вместе с несколькими доверенными лицами связали царя в шатре, после чего отнесли его в телегу. Александр, узнав о дворцовом перевороте, пустился в погоню, чтобы самому захватить пленного Дария III. Арриан утверждал, что Сатибарзан и Барсаент, когда македоняне стали их настигать, нанесли Дарию III множество ран и, бросив смертельно раненого царя, бежали с шестьюстами всадников. Квинт Курций Руф называл Барсаента соучастником Бесса в убийстве царя.
По сведениям Диодора Сицилийского, Барсаент вместе с Бессом и Набарзаном после убийства Дария III добрался до Бактрии. Однако, согласно сообщению Арриана, Барсаент вернулся в свои сатрапии, чтобы наладить оборону перед скорым вторжением македонян. Однако, когда войско Александра приблизилось к Дрангиане, Барсаент, несмотря на первоначальный план, не оказал какого-либо сопротивления и бежал в Индию к Самаксу. Новым сатрапом Арахозии стал Менон. Сначала Барсаенту было предоставлено убежище, но затем, в 326 году до н. э., беглеца вместе с покровительствующим ему Самаксом инды выдали Александру Македонскому, который казнил бывшего сатрапа Арахозии за измену Дарию III. По мнению И. Г. Дройзена, которое он основывал на анализе текста Арриана, выдача Барсаента македонянам состоялась ранее — зимой 330/329 года до н. э.

## Оценки
Существует несколько версий относительно мотивов заговорщиков, в том числе Барсаента, при свержении Дария III. По мнению И. Г. Дройзена, они хотели выдать пленника Александру Македонскому, заключить мир и, тем самым, сохранить за собой власть в подконтрольных провинциях. Г. Берве, напротив, относил Барсаента к группе сатрапов и местной знати восточной части империи Ахеменидов, которые хотели организовать энергичное сопротивление вторжению македонян. По мнению историка, свержение и последующее убийство Дария III стало следствием того, что эта группа персов разуверилась в своём царе, считала его неспособным сохранить государство.
Согласно современным оценкам, заговорщики просчитались. Они своими действиями оказали Александру огромную услугу. Вина за трагическую кончину Дария III падала не на македонского царя, а на Барсаента и других заговорщиков. Александр после гибели персидского царя стал выступать не только в роли его законного наследника, но и мстителя за Дария III. Патетические истории, которые нашли отображение во многих античных источниках, о трагической гибели царя персов от рук подлых заговорщиков, благородстве Дария III и Александра, благодарностях умирающего смертельно раненого Дария III Александру за почтительное отношение к матери, жене и дочерям сослужили македонянам хорошую службу, легитимизировали их власть над персами.
При сопоставлении судьбы Сатибарзана и Барсаента, равным образом причастным к убийству Дария III, Г. А. Кошеленко и В. А. Гаибов отмечают, что Барсаент был казнён по обвинению в цареубийстве, обвинений же в адрес второго не последовало. Разница в отношении к двум сатрапам объясняется их действиями. Сатибарзан сдался македонянам, тем самым заслужив прощение, а Барсаент — нет.